# Selleriesalat

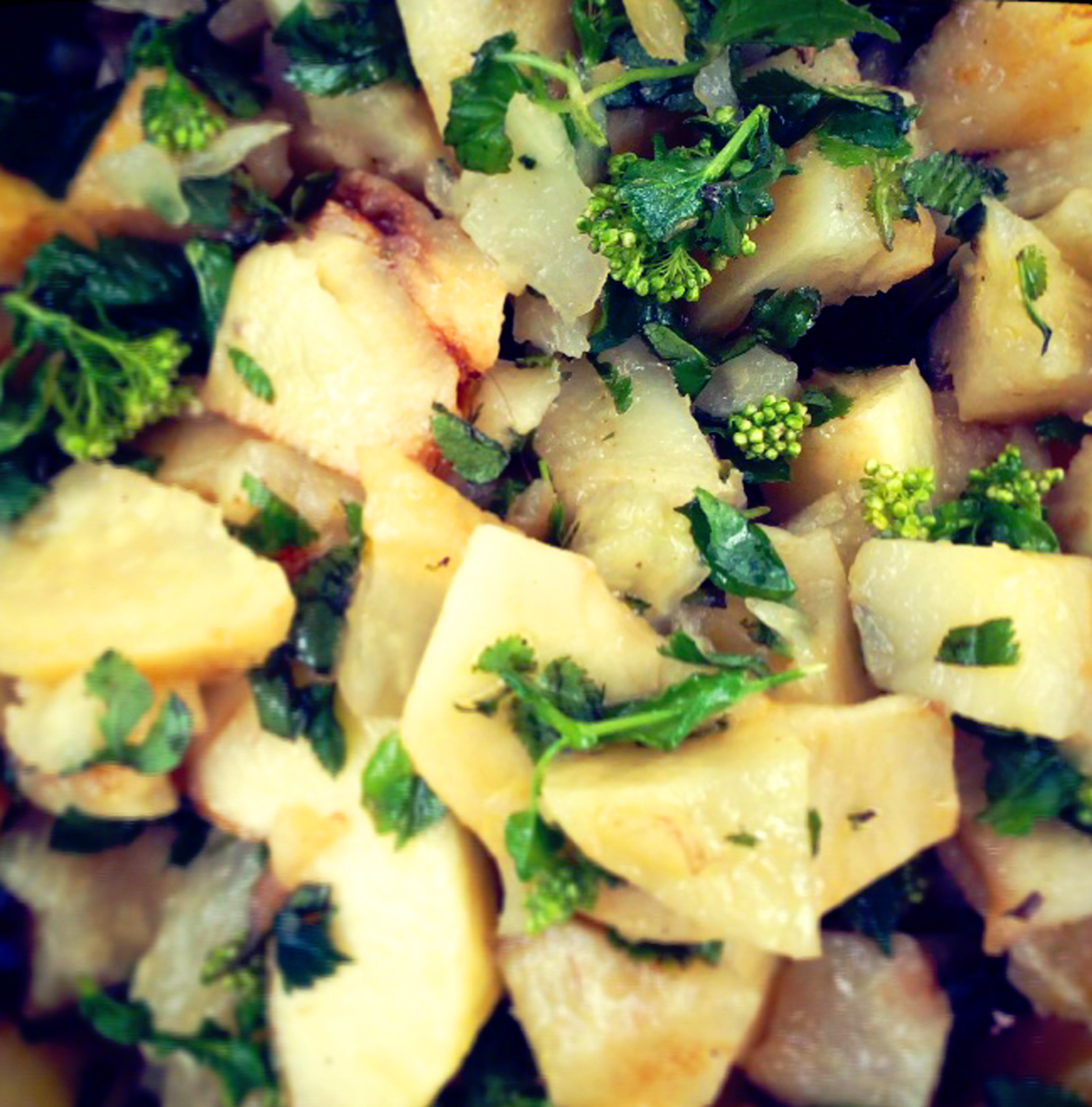
Selleriesalat mit Äpfeln und Brokkoli

Selleriesalat (in Ostösterreich veraltend auch: Zellersalat) ist ein Gemüsesalat, der aus den Knollen der Echten Sellerie bereitet wird. Es gibt Selleriesalate aus gekochten oder aus rohen Knollen.

## Zubereitung
Die geschälten Knollen werden geachtelt, dann in Scheibchen, Würfel oder Streifen geschnitten und sofort in Salzwasser mit Zitronensaft (damit sie nicht braun werden) gekocht bzw. roh weiterverarbeitet. Einen Teil des Suds verwendet man für die Salatsoße, die mit Zucker, Essig und Öl angemacht wird. Für Selleriesalate muss die Marinade besonders süß-sauer-pikant abgeschmeckt sein. Sie werden als Gemüsebeilage gereicht.

## Varianten
Abwandlungen des Selleriesalats werden mit Zwiebelwürfelchen, weißem Pfeffer, Mayonnaise, Senf-Sahnesauce oder Sahne-Mayosauce (Sauce Chantilly) angemacht. Oder zu gleichen Teilen dünne Scheiben von gekochtem Sellerie und Renette-Äpfeln vermischt. In der österreichischen Küche ist es üblich dem Zellersalat auch Kartoffeln, gelbe Rüben, Äpfel und Gurken beizumischen.
Industrielle Erzeugnisse werden aus Knollensellerie der Art Apium graveolens var. rapaceum L. hergestellt. Sellerie mit Essig wird mit der Verkehrsbezeichnung Sellerie oder Selleriesalat in Verkehr gebracht. Der Sellerie wird zerkleinert und mit ausreichend Aufgussflüssigkeit in geeigneten Gefäßen pasteurisiert. Der Sellerie mit Essig ist von heller, leicht gelblicher Farbe, der Geruch ist frisch und arttypisch, der Geschmack süß-sauer, würzig und arttypisch.

## Wirkung
Dem Selleriesalat wird landläufig eine potenzsteigernde Wirkung beim Mann zugeschrieben, die allerdings medizinisch nicht erwiesen ist.